# Fußball-Europameisterschaft 2021/Gruppe D
| Pl.                                                                                                   | Land       | Sp. | S | U | N | Tore    | Diff. | Punkte |
| --- | ---------- | --- | - | - | - | ------- | ----- | ------ |
| 1. | England    | 3   | 2 | 1 | 0 | 002:000 | +2    | 07     |
| 2. | Kroatien   | 3   | 1 | 1 | 1 | 004:300 | +1    | 04     |
| 3. | Tschechien | 3   | 1 | 1 | 1 | 003:200 | +1    | 04     |
| 4. | Schottland | 3   | 0 | 1 | 2 | 001:500 | −4    | 01     |
| Für die Platzierung war die höhere Anzahl der erzielten Tore in allen Gruppenspielen ausschlaggebend. |            |     |   |   |   |         |       |        |

Gruppe D der Fußball-Europameisterschaft 2021:

## England – Kroatien 1:0 (0:0)
| England                                                                 | England | Kroatien | Kroatien | Aufstellung                        |
| ----------------------------------------------------------------------- | --- | --- | -------- | ---------------------------------- |
| England                                                                 | \| 1. Spieltag \| \| 13. Juni 2021 um 14:00 Uhr (15:00 Uhr MESZ) in London (Wembley-Stadion) \| \| Zuschauer: 18.497 \| \| Schiedsrichter: Daniele Orsato ( Italien) 1 \| \| Spielbericht \|                                                                            | \| 1. Spieltag \| \| 13. Juni 2021 um 14:00 Uhr (15:00 Uhr MESZ) in London (Wembley-Stadion) \| \| Zuschauer: 18.497 \| \| Schiedsrichter: Daniele Orsato ( Italien) 1 \| \| Spielbericht \|                                                                                            | Kroatien | Aufstellung England gegen Kroatien |
| England                                                                 | Jordan Pickford – Kyle Walker, John Stones, Tyrone Mings, Kieran Trippier – Kalvin Phillips, Declan Rice, Mason Mount – Phil Foden (71. Marcus Rashford), Harry Kane (82. Jude Bellingham), Raheem Sterling (90.+2 Dominic Calvert-Lewin) Cheftrainer: Gareth Southgate | Dominik Livaković – Šime Vrsaljko, Domagoj Vida, Duje Ćaleta-Car, Joško Gvardiol – Luka Modrić , Marcelo Brozović (70. Nikola Vlašić), Mateo Kovačić (85. Mario Pašalić) – Andrej Kramarić (70. Josip Brekalo), Ante Rebić (78. Bruno Petković), Ivan Perišić Cheftrainer: Zlatko Dalić | Kroatien | Aufstellung England gegen Kroatien |
| England                                                                 | 1:0 Sterling (57.) | | Kroatien | Aufstellung England gegen Kroatien |
| England                                                                 | Foden (64.) | Ćaleta-Car (42.), Kovačić (48.), Brozović (66.) | Kroatien | Aufstellung England gegen Kroatien |
| England                                                                 | Star des Spiels: Raheem Sterling (England) | | Kroatien | Aufstellung England gegen Kroatien |
| 1. Spieltag                                                             | | |          |                                    |
| 13. Juni 2021 um 14:00 Uhr (15:00 Uhr MESZ) in London (Wembley-Stadion) | | |          |                                    |
| Zuschauer: 18.497                                                       | | |          |                                    |
| Schiedsrichter: Daniele Orsato ( Italien) 1                             | | |          |                                    |
| Spielbericht                                                            | | |          |                                    |

Englands Trainer Gareth Southgate verzichtete im Kader auf Jadon Sancho, der in der abgelaufenen Pflichtspielsaison 36 Scorerpunkte für Borussia Dortmund gesammelt hatte, setzte dafür aber beispielsweise auf dessen Vereinskollegen Jude Bellingham, der nach seiner Einwechslung mit 17 Jahren und 349 Tagen zum jüngsten bis dato bei einer EM eingesetzten Spieler wurde. Bereits in der sechsten Minute rettete der Pfosten den amtierenden Vizeweltmeister Kroatien, als Phil Foden sich im Zweikampf gegen Joško Gvardiol durchsetzte und im Strafraum abschloss. Wenig später versuchte es Kalvin Phillips aus der Distanz, doch auch er konnte nicht treffen. In der Folge spielte sich die Partie hauptsächlich im jeweiligen Zentrum ab, gefährliche Großchancen gab es bis zum Halbzeitpfiff keine mehr. In der 57. Minute behauptete sich Phillips dann gegen zwei Gegner und spielte auf Raheem Sterling, dem beim anschließenden erfolgreichen Abschluss auch Šime Vrsaljko unfreiwillig half, indem er den Ball noch abfälschte. Die Engländer hätten die Führung noch ausbauen können, Harry Kane scheiterte aber aus kurzer Distanz, Mason Mount brachte hingegen einen Freistoß zu hoch auf das kroatische Tor.

## Schottland – Tschechien 0:2 (0:1)
| Schottland                                                            | Schottland | Tschechien | Tschechien | Aufstellung                             |
| --------------------------------------------------------------------- | --- | --- | ---------- | --------------------------------------- |
| Schottland                                                            | \| 1. Spieltag \| \| 14. Juni 2021 um 14:00 Uhr (15:00 Uhr MESZ) in Glasgow (Hampden Park) \| \| Zuschauer: 9.847 \| \| Schiedsrichter: Daniel Siebert ( Deutschland) 2 \| \| Spielbericht \| | \| 1. Spieltag \| \| 14. Juni 2021 um 14:00 Uhr (15:00 Uhr MESZ) in Glasgow (Hampden Park) \| \| Zuschauer: 9.847 \| \| Schiedsrichter: Daniel Siebert ( Deutschland) 2 \| \| Spielbericht \|                                                                                                  | Tschechien | Aufstellung Schottland gegen Tschechien |
| Schottland                                                            | David Marshall – Jack Hendry (67. Callum McGregor), Grant Hanley, Liam Cooper – Stephen O’Donnell (79. James Forrest), John McGinn, Scott McTominay, Stuart Armstrong (67. Ryan Fraser), Andrew Robertson – Lyndon Dykes (79. Kevin Nisbet), Ryan Christie (46. Ché Adams) Cheftrainer: Steve Clarke | Tomáš Vaclík – Vladimír Coufal, Ondřej Čelůstka, Tomáš Kalas, Jan Bořil – Tomáš Souček, Alex Král (67. Tomáš Holeš) – Lukáš Masopust (72. Matěj Vydra), Vladimír Darida (87. Petr Ševčík), Jakub Jankto (72. Adam Hložek) – Patrik Schick (87. Michael Krmenčík) Cheftrainer: Jaroslav Šilhavý | Tschechien | Aufstellung Schottland gegen Tschechien |
| Schottland                                                            | 0:1 Schick (42.) 0:2 Schick (52.) | | Tschechien | Aufstellung Schottland gegen Tschechien |
| Schottland                                                            | Star des Spiels: Patrik Schick (Tschechien) | | Tschechien | Aufstellung Schottland gegen Tschechien |
| 1. Spieltag                                                           | | |            |                                         |
| 14. Juni 2021 um 14:00 Uhr (15:00 Uhr MESZ) in Glasgow (Hampden Park) | | |            |                                         |
| Zuschauer: 9.847                                                      | | |            |                                         |
| Schiedsrichter: Daniel Siebert ( Deutschland) 2                       | | |            |                                         |
| Spielbericht                                                          | | |            |                                         |

Schottland war im heimischen Stadion statistisch gesehen überlegen – das Team gab fast doppelt so viele Torschüsse ab wie der Gegner, gewann mehr Zweikämpfe und hatte häufiger den Ball. Darüber hinaus rettete die Tschechen entweder Keeper Tomáš Vaclík oder das Torgehäuse. Das Spiel entschied jedoch letztendlich der Gast aus Tschechien für sich. Dessen Stürmer Patrik Schick konnte kurz vor der Pause im gegnerischen Strafraum ein Kopfballduell mit zwei Schotten für sich entscheiden und sein Team in Führung bringen. Nach dem Seitentausch schoss Schick dann den Ball kurz nach der Überquerung der Mittellinie aus 45 Metern Entfernung in das gegnerische Tor, aus dem David Marshall zu weit nach vorn gerückt war, womit die Führung ausgebaut werden konnte.

## Kroatien – Tschechien 1:1 (0:1)
| Kroatien                                                              | Kroatien | Tschechien | Tschechien | Aufstellung                           |
| --------------------------------------------------------------------- | --- | --- | ---------- | ------------------------------------- |
| Kroatien                                                              | \| 2. Spieltag \| \| 18. Juni 2021 um 17:00 Uhr (18:00 Uhr MESZ) in Glasgow (Hampden Park) \| \| Zuschauer: 5.607 \| \| Schiedsrichter: Carlos del Cerro Grande ( Spanien) 3 \| \| Spielbericht \|                                                                                    | \| 2. Spieltag \| \| 18. Juni 2021 um 17:00 Uhr (18:00 Uhr MESZ) in Glasgow (Hampden Park) \| \| Zuschauer: 5.607 \| \| Schiedsrichter: Carlos del Cerro Grande ( Spanien) 3 \| \| Spielbericht \|                                                                                               | Tschechien | Aufstellung Kroatien gegen Tschechien |
| Kroatien                                                              | Dominik Livaković – Šime Vrsaljko, Dejan Lovren, Domagoj Vida, Joško Gvardiol – Luka Modrić , Mateo Kovačić (87. Marcelo Brozović) – Ivan Perišić, Andrej Kramarić (62. Nikola Vlašić), Josip Brekalo (46. Luka Ivanušec) – Ante Rebić (46. Bruno Petković) Cheftrainer: Zlatko Dalić | Tomáš Vaclík – Vladimír Coufal, Tomáš Kalas, Ondřej Čelůstka, Jan Bořil – Tomáš Holeš (63. Alex Král), Tomáš Souček – Lukáš Masopust (63. Adam Hložek), Vladimír Darida (87. Antonín Barák), Jakub Jankto (74. Petr Ševčík) – Patrik Schick (74. Michael Krmenčík) Cheftrainer: Jaroslav Šilhavý | Tschechien | Aufstellung Kroatien gegen Tschechien |
| Kroatien                                                              | 1:1 Perišić (47.) | 0:1 Schick (37., Foulelfmeter) | Tschechien | Aufstellung Kroatien gegen Tschechien |
| Kroatien                                                              | Lovren (35.) | Masopust (50.), Bořil (82.), Hložek (90.+3) | Tschechien | Aufstellung Kroatien gegen Tschechien |
| Kroatien                                                              | Star des Spiels: Luka Modrić (Kroatien) | | Tschechien | Aufstellung Kroatien gegen Tschechien |
| 2. Spieltag                                                           | | |            |                                       |
| 18. Juni 2021 um 17:00 Uhr (18:00 Uhr MESZ) in Glasgow (Hampden Park) | | |            |                                       |
| Zuschauer: 5.607                                                      | | |            |                                       |
| Schiedsrichter: Carlos del Cerro Grande ( Spanien) 3                  | | |            |                                       |
| Spielbericht                                                          | | |            |                                       |

In der Anfangsphase hatte Tschechien mehr Spielanteile und gewann über 70 % seiner Zweikämpfe, ohne jedoch zwingend genug vor dem gegnerischen Tor zu sein. Nach etwas mehr als einer halben Stunde gelangte Stürmer Patrik Schick dann in den Strafraum der Kroaten, wo ihn deren Verteidiger Dejan Lovren mit ausgefahrenem Ellbogen stoppte. Der Gefoulte trat selbst zum anschließenden Strafstoß an und verwandelte diesen zu seinem bereits dritten Turniertor. Kurz nach dem Seitenwechsel kam Kroatien besser ins Spiel. Andrej Kramarić führte einen Freistoß schnell aus, woraufhin sich Ivan Perišić bis zum Rand des Strafraums durchspielen und einen angeschnittenen Ball zum Ausgleichstreffer nutzen konnte. Die zweite Hälfte war ansonsten arm an Chancen, weshalb es letztendlich beim Remis blieb. Aufgrund des späteren Unentschiedens zwischen England und Schottland konnten auch vor den jeweils letzten Partien beide Teams noch auf einen Achtelfinaleinzug hoffen.

## England – Schottland 0:0
| England                                                                 | England | Schottland | Schottland | Aufstellung                          |
| ----------------------------------------------------------------------- | --- | --- | ---------- | ------------------------------------ |
| England                                                                 | \| 2. Spieltag \| \| 18. Juni 2021 um 20:00 Uhr (21:00 Uhr MESZ) in London (Wembley-Stadion) \| \| Zuschauer: 20.306 \| \| Schiedsrichter: Antonio Mateu Lahoz ( Spanien) 4 \| \| Spielbericht \|                                 | \| 2. Spieltag \| \| 18. Juni 2021 um 20:00 Uhr (21:00 Uhr MESZ) in London (Wembley-Stadion) \| \| Zuschauer: 20.306 \| \| Schiedsrichter: Antonio Mateu Lahoz ( Spanien) 4 \| \| Spielbericht \|                                                | Schottland | Aufstellung England gegen Schottland |
| England                                                                 | Jordan Pickford – Reece James, John Stones, Tyrone Mings, Luke Shaw – Kalvin Phillips, Declan Rice, Mason Mount – Phil Foden (63. Jack Grealish), Harry Kane (74. Marcus Rashford), Raheem Sterling Cheftrainer: Gareth Southgate | David Marshall – Scott McTominay, Grant Hanley, Kieran Tierney – Stephen O’Donnell, Billy Gilmour (76. Stuart Armstrong), Callum McGregor, Andrew Robertson – John McGinn – Lyndon Dykes, Ché Adams (86. Kevin Nisbet) Cheftrainer: Steve Clarke | Schottland | Aufstellung England gegen Schottland |
| England                                                                 | McGinn (16.), O’Donnell (87.) | | Schottland | Aufstellung England gegen Schottland |
| England                                                                 | Star des Spiels: Billy Gilmour (Schottland) | | Schottland | Aufstellung England gegen Schottland |
| 2. Spieltag                                                             | | |            |                                      |
| 18. Juni 2021 um 20:00 Uhr (21:00 Uhr MESZ) in London (Wembley-Stadion) | | |            |                                      |
| Zuschauer: 20.306                                                       | | |            |                                      |
| Schiedsrichter: Antonio Mateu Lahoz ( Spanien) 4                        | | |            |                                      |
| Spielbericht                                                            | | |            |                                      |

Der 115. „Battle of Britain“ endete torlos. Nach vier Minuten konnte Angreifer Ché Adams in den englischen Strafraum vordringen, wurde aber von Declan Rice noch gestoppt. Die bis dato jüngste englische Startelf, die bei einer EM oder WM aufgeboten wurde, hatte wenig später ihrerseits zwei Großchancen, als erst John Stones einen Kopfball an den Pfosten schlug und eine Minute später Mason Mount knapp am Tor vorbei schoss. Zwanzig Minuten später kamen die Engländer, die zwar ihr Kombinationsspiel effektiver gestalteten, aber die gegnerische Defensive nur schwer durchbrechen konnten, in Person von Harry Kane erneut zu einer Kopfballchance. Im Anschluss an diesen abgewehrten Angriff gelangte Schottland in die Nähe des englischen Tors, wo Jordan Pickford Stephen O’Donnells Volley parieren musste. Nach dem Seitenwechsel zeigte sich vor allem der Favorit England ideenlos und die Schotten standen defensiv weiter stabil. Lyndon Dykes hatte sogar nach etwas mehr als einer Stunde eine gute Chance auf den Führungstreffer, den aber Reece James noch kurz vor der Torlinie vereiteln konnte. In der 79. Minute war dann Raheem Sterling bereits im gegnerischen Sechzehnmeterraum, als er vom schottischen Kapitän Andrew Robertson am Fuß getroffen wurde; der Schiedsrichter gab jedoch keinen Strafstoß. Durch das vorherige Remis Kroatiens gegen Tschechien hatte vor dem letzten Spieltag sogar noch Schottland mit erst einem Zähler nach wie vor eine Chance auf das Achtelfinale.

## Tschechien – England 0:1 (0:1)
| Tschechien                                                              | Tschechien | England | England | Aufstellung                          |
| ----------------------------------------------------------------------- | --- | --- | ------- | ------------------------------------ |
| Tschechien                                                              | \| 3. Spieltag \| \| 22. Juni 2021 um 20:00 Uhr (21:00 Uhr MESZ) in London (Wembley-Stadion) \| \| Zuschauer: 19.104 \| \| Schiedsrichter: Artur Soares Dias ( Portugal) 5 \| \| Spielbericht \|                                                                                            | \| 3. Spieltag \| \| 22. Juni 2021 um 20:00 Uhr (21:00 Uhr MESZ) in London (Wembley-Stadion) \| \| Zuschauer: 19.104 \| \| Schiedsrichter: Artur Soares Dias ( Portugal) 5 \| \| Spielbericht \| | England | Aufstellung Tschechien gegen England |
| Tschechien                                                              | Tomáš Vaclík – Vladimír Coufal, Ondřej Čelůstka, Tomáš Kalas, Jan Bořil – Tomáš Holeš (84. Matěj Vydra), Tomáš Souček – Lukáš Masopust (64. Adam Hložek), Vladimír Darida (64. Alex Král), Jakub Jankto (46. Petr Ševčík) – Patrik Schick (75. Tomáš Pekhart) Cheftrainer: Jaroslav Šilhavý | Jordan Pickford – Kyle Walker, John Stones (79. Tyrone Mings), Harry Maguire, Luke Shaw – Kalvin Phillips, Declan Rice (46. Jordan Henderson) – Bukayo Saka (84. Jadon Sancho), Jack Grealish (68. Jude Bellingham), Raheem Sterling (67. Marcus Rashford) – Harry Kane Cheftrainer: Gareth Southgate | England | Aufstellung Tschechien gegen England |
| Tschechien                                                              | 0:1 Sterling (12.) | | England | Aufstellung Tschechien gegen England |
| Tschechien                                                              | Bořil (61.) | | England | Aufstellung Tschechien gegen England |
| Tschechien                                                              | Star des Spiels: Bukayo Saka (England) | | England | Aufstellung Tschechien gegen England |
| 3. Spieltag                                                             | | |         |                                      |
| 22. Juni 2021 um 20:00 Uhr (21:00 Uhr MESZ) in London (Wembley-Stadion) | | |         |                                      |
| Zuschauer: 19.104                                                       | | |         |                                      |
| Schiedsrichter: Artur Soares Dias ( Portugal) 5                         | | |         |                                      |
| Spielbericht                                                            | | |         |                                      |

## Kroatien – Schottland 3:1 (1:1)
| Kroatien                                                              | Kroatien | Schottland | Schottland | Aufstellung                           |
| --------------------------------------------------------------------- | --- | --- | ---------- | ------------------------------------- |
| Kroatien                                                              | \| 3. Spieltag \| \| 22. Juni 2021 um 20:00 Uhr (21:00 Uhr MESZ) in Glasgow (Hampden Park) \| \| Zuschauer: 9.896 \| \| Schiedsrichter: Fernando Rapallini ( Argentinien) 6 \| \| Spielbericht \|                                                                                      | \| 3. Spieltag \| \| 22. Juni 2021 um 20:00 Uhr (21:00 Uhr MESZ) in Glasgow (Hampden Park) \| \| Zuschauer: 9.896 \| \| Schiedsrichter: Fernando Rapallini ( Argentinien) 6 \| \| Spielbericht \|                                                                                        | Schottland | Aufstellung Kroatien gegen Schottland |
| Kroatien                                                              | Dominik Livaković – Josip Juranović, Dejan Lovren, Domagoj Vida, Joško Gvardiol (71. Borna Barišić) – Luka Modrić , Marcelo Brozović, Mateo Kovačić – Nikola Vlašić (76. Luka Ivanušec), Bruno Petković (70. Andrej Kramarić), Ivan Perišić (81. Ante Rebić) Cheftrainer: Zlatko Dalić | David Marshall – Scott McTominay, Grant Hanley (33. Scott McKenna), Kieran Tierney – Stephen O’Donnell (84. Nathan Patterson), John McGinn, Callum McGregor, Stuart Armstrong (70. Ryan Fraser), Andrew Robertson – Lyndon Dykes, Ché Adams (84. Kevin Nisbet) Cheftrainer: Steve Clarke | Schottland | Aufstellung Kroatien gegen Schottland |
| Kroatien                                                              | 1:0 Vlašić (17.) 2:1 Modrić (62.) 3:1 Perišić (77.) | 1:1 McGregor (42.) | Schottland | Aufstellung Kroatien gegen Schottland |
| Kroatien                                                              | Lovren (26.) | McKenna (34.) | Schottland | Aufstellung Kroatien gegen Schottland |
| Kroatien                                                              | Star des Spiels: Nikola Vlašić (Kroatien) | | Schottland | Aufstellung Kroatien gegen Schottland |
| 3. Spieltag                                                           | | |            |                                       |
| 22. Juni 2021 um 20:00 Uhr (21:00 Uhr MESZ) in Glasgow (Hampden Park) | | |            |                                       |
| Zuschauer: 9.896                                                      | | |            |                                       |
| Schiedsrichter: Fernando Rapallini ( Argentinien) 6                   | | |            |                                       |
| Spielbericht                                                          | | |            |                                       |